# Johannes de Waal Malefijt
Johannes de Waal Malefijt (Amsterdam, 2 december 1767 - Bloemendaal, 12 juli 1823) was bleker van beroep. In de Franse tijd werd hij schout van Bloemendaal vanaf 24 januari 1795. Zijn titel was in die tijd maire. Ook na de bevrijding in 1813 bleef hij schout/burgemeester van Bloemendaal tot aan zijn overlijden. Vanaf januari 1814 ondertekende hij stukken voortaan met: burgemeester van Bloemendaal.

## Bron
- A.M.G. Nierhoff, Bloemendaal. Lanen en wegen. Hun naam en geschiedenis. 1963